# Omezující podmínky
Omezující podmínky jsou v matematice podmínky, které musí splňovat řešení optimalizačního problému. Běžné jsou následující typy omezujících podmínek.
Vázaný extrém je označení typu úloh, kde je potřeba najít maximální nebo minimální hodnotu nějaké funkce či funkcionálu, přičemž zároveň je potřeba dodržet rovnice, jež splňují argumenty této funkce či funkcionálu. Obvykle jsou omezující podmínky zadané jako diferencovatelné funkční vztahy a sama funkce je rovněž diferencovatelná. Pak je možno vázaný extrém hledat pomocí metody Lagrangeových multiplikátorů. Tento typ úloh bývá častý zejména ve fyzice a jiných přírodních vědách (omezující podmínky mohou vyjadřovat různá omezení pohybu těles nebo omezení plynoucí z různých zákonů zachování).
Absolutní extrém znamená, že maximum nebo minimum hledáme na zadané souvislé množině (oblasti) přípustných hodnot argumentů. V takovém případě jsou omezující podmínky obvykle zadané jako soustava nerovností, a potom se extrémní hodnota hledá pomocí metod lineárního programování. Pokud je oblast uzavřená a omezená množina, pak se optimum nachází buď uvnitř oblasti, přičemž se jedná o lokální extrém studované funkce, anebo na hranici oblasti. Takové úlohy se hojně řeší především v ekonomii, kde nerovnosti vyjadřují omezené kapacity zdrojů a procesů.
Úlohy, které vykazují zároveň omezující podmínky zadané rovnostmi i nerovnostmi, splňují Karushovy–Kuhnovy–Tuckerovy podmínky, pomocí jichž je lze vyřešit.
Měkká omezení nastávají v případě, že některé z omezujících podmínek je možno porušt, a kvalita řešení se potom hodnotí podle počtu či závažnost porušení podmínek. Pokud se možnost porušit některé nebo všechny omezující podmínky nepřipouští, mluvíme o tvrdých omezeních.